# Márcia Kaplun
Marcia Kaplun (Rio de Janeiro) é uma atriz, jornalista e apresentadora brasileira.

## Biografia
Marcia iniciou sua carreira em peças de teatro, mas seu primeiro trabalho na televisão foi em Prova de Amor, na Rede Record em 2006. Na Rede Bandeirantes, atuou em Uma Escolinha Muito Louca, onde interpretou Krika Telé, uma operadora e vendedora de telemarketing Ae este trabalho lhe rendeu indicação ao prêmio Melhor atriz de humor produzido pela revista Contigo!. Recentemente esteve no SBT, na novela Uma Rosa com Amor.

## Carreira

### Televisão
Como atriz
- 1999 - Zorra Total
- 2006 - Prova de Amor - Elisa (Elisinha)[1]
- 2007 - Verônica Sem Vergonha - Verônica
- 2007 - Matilde - Matilde
- 2008 / 2009 - Uma Escolinha Muito Louca - Krika Telé
- 2010 - Uma Rosa com Amor - Elisa

Como apresentadora
- 2006 - Na Lupa de Marcia Kaplun